# Campylobacter
Campylobacter es un género de bacterias perteneciente a la familia Campylobacteraceae. Las especies de este género son bacilos Gram negativo con forma de coma y móviles por la presencia de uno o dos flagelos polares. Miden entre 0,5 y 5 µm de largo por 0,2 a 0,5  µm de ancho, tomando forma cocoide en cultivos antiguos o expuestas de forma prolongada al aire.

## Características
No son esporulados, reaccionan positivamente a la oxidasa, la reacción a la catalasa es variable, y su temperatura óptima de crecimiento oscila entre los 25 y 42  °C. Las colonias de este género no suelen presentar pigmentación y poseen metabolismo respiratorio microaerófilo (3-5 % de O2) con un grado bajo de oxígeno 5%, dióxido de carbono 10% y 85% en nitrógeno. Los medios de cultivo de Campylobacter son medios nutritivos enriquecidos como el Preston 1/10 y el Park-Sanders 1/10, y en algunos casos cultivados a 42 °C. Por razón de su flagelo, son organismos muy móviles, con un movimiento peculiar por razón de su forma morfológica, al igual que los Helicobacter, se desplazan en forma de sacacorcho. Se destruyen por cloración y pasteurización. Tienen una morfología característica al observarlas al microscopio, en forma de "S", de "coma", o también llamada "en caballito de mar".

### Cultivo
El género Campylobacter constituye un grupo de microorganismos que requieren medios selectivos de cultivo, como el agar de Skirrow -constituido por 10% sangre humana y un suplemento de varios antibióticos, y el «BAP de Campy». La incubación de las placas sembradas con estos organismos debe efectuarse en una atmósfera con 10% de CO2 y 5% de O2, los cuales crecen mejor entre 37 y 42 °C por 48 horas.

## Patogenia
Al menos una docena de especies de Campylobacter han sido implicadas en enfermedades humanas, y C. jejuni y C. coli son las más frecuentes. Campylobacter jejuni es ahora una de las principales causas de intoxicación alimentaria en muchos países desarrollados. La campilobacteriosis es una enfermedad infecciosa ocasionada por bacterias del género Campylobacter. C. fetus es una causa de abortos espontáneos en ganado y ovejas, y es también un patógeno oportunista en humanos.

### Cuadro clínico
La infección provocada por las Campylobacter tiene un período de incubación de dos a cinco días, y se manifiesta principalmente por la aparición de fiebre, dolor abdominal, y diarrea. Raramente, las complicaciones post-infecciosas pueden producir artritis reactiva, síndrome de Guillain-Barré (una forma grave de parálisis), etc. La transmisión puede ocurrir por contacto directo con alimentos o agua contaminada, por contacto interhumano o por contacto con animales infectados.

## Genoma
El genoma de varias especies de Campylobacter ya se secuenció, lo que ha aportado nociones sobre los mecanismos que les permiten causar patogenicidad. Las especies de Campylobacter contienen dos genes de flagelina uno detrás del otro (en tándem), denominados flaA y flaB, que proveen motilidad al microorganismo. La inactivación de los dos genes por separado mediante un método de mutagénesis conocido como recombinación homóloga permitieron determinar que uno de los dos genes para flagelinas (flaA) es necesario para la invasión y que el flaB se expresa poco dentro de Campylobacter. Ambos genes, a pesar de estar en tándem son transcritos por distintos promotores aunque son transcritos concomitantemente, de hecho la expresión solo de flaB y no de su homólogo flaA, causa que la bacteria sea inmóvil. Estos genes pasan tanto por recombinación intragenómica como intergenómica, lo cual contribuye más aún a la virulencia de la bacteria. Las cepas inmóviles no son colonizadoras.

## Taxonomía
A la fecha el género está compuesto por más de diecisiete especies y siete subespecies de Campylobacter. Las siguientes especies fueron cambiadas de género en los últimos años:
- Campylobacter pyloridis --- actualmente conocido como Helicobacter pylori.
- Campylobacter cryaerophila -- actualmente conocido como Arcobacter cryaerophilus.
- Campylobacter nitrofigilis -- actualmente conocido como Arcobacter nitrofigilis.